# Георги Тенев (революционер)
Вижте пояснителната страница за други личности с името Георги Тенев.
Георги Тенев Тодоров е български революционер, одрински деец на Върховния македоно-одрински комитет и Вътрешната македоно-одринска революционна организация.

## Биография
Георги Тенев е роден в 1864 година в Мустафа паша в Османската империя, днес Свиленград в България. Става член на Свиленградския революционен комитет. През 1896 година властите го арестуват и Тенев лежи 18 месеца в затвора заедно с Павел Генадиев, Стефан Дишлиев и Хаджистефов. Благодарение на намесата на Никола Генадиев, брат на Павел Генадиев, османското правителство ги освобождава. Заминава за Македония и е четник в Пирин в 1898 - 1899 година.
В 1900 година оглавява чета от 7 души и екипирана с помощта Върховния комитет, която отвлича за откуп гръцкия лекар и чифликчия от Лозенград Костаки Керемидчиоглу при село Раклица, Лозенградско. Четата получава 800 лири откуп и освобождава лекаря, но впоследствие избухва голямата Керемидчиоглува афера, която разбива мрежата на ВМОРО в Лозенградския и Бунархисарския район.
| Списък на четниците на Георги Тенев, август 1903 г. | Списък на четниците на Георги Тенев, август 1903 г. | Списък на четниците на Георги Тенев, август 1903 г. | Списък на четниците на Георги Тенев, август 1903 г. | Списък на четниците на Георги Тенев, август 1903 г. | Списък на четниците на Георги Тенев, август 1903 г. |
| №                                                   | Име                                                 | Родно място                                         | Околия                                              | Години                                              | Служил ли е войник/бил ли е с чета                  |
| --------------------------------------------------- | --------------------------------------------------- | --------------------------------------------------- | --------------------------------------------------- | --------------------------------------------------- | --------------------------------------------------- |
| 1.                                                  | Георги Тенев                                        | Мустафа паша                                        |                                                     | 32                                                  | бил е 2–3 години с Бозуков, с Делчев и други        |
| 2.                                                  | Петко Мутафов                                       | Малко Търново                                       |                                                     | 40                                                  | служил е                                            |
| 3.                                                  | Иван Георгиев                                       | Паспалево                                           | Малкотърновско                                      | 19                                                  | нов                                                 |
| 4.                                                  | Манол Янев                                          | Малко Търново                                       |                                                     | 37                                                  | служил е                                            |
| 5.                                                  | Иван Апостолов                                      | Коджа Тарла                                         | Лозенградско                                        | 25                                                  | нов                                                 |
| 6.                                                  | Георги Иванов                                       | Долно Алмали                                        | България                                            | 20                                                  | нов                                                 |
| 7.                                                  | Стоян Димитров                                      | Колибите                                            | Бунархисарско                                       | 40                                                  | нов                                                 |
| 8.                                                  | Ристо Караволов                                     | Сливен                                              | България                                            | 25                                                  | служил е                                            |
| 9.                                                  | Димитър Желязков                                    | Колибите                                            | Бунархисарско                                       | 22                                                  | нов                                                 |
| 10.                                                 | Тодор Стоянов                                       | Бунар Хисар                                         |                                                     | 35                                                  | нов                                                 |
| 11.                                                 | Стефан Стефанов                                     | Сливен                                              |                                                     | 20                                                  | нов                                                 |
| 12.                                                 | Велко Морфев                                        | Колибите                                            | Бунархисарско                                       | 22                                                  | нов                                                 |
| 13.                                                 | Никола Димов                                        | Колибите                                            | Бунархисарско                                       | 20                                                  | нов                                                 |
| 14.                                                 | Стефан Атанасов                                     |                                                     | Узункюприйско                                       | 22                                                  | нов                                                 |
| 15.                                                 | Стамат Николов                                      | Колибите                                            | Бунархисарско                                       | 22                                                  | нов                                                 |
| 16.                                                 | Ташо Димитров                                       | Колибите                                            | Бунархисарско                                       | 30                                                  | нов                                                 |
| 17.                                                 | Киряза Димов                                        | Колибите                                            | Бунархисарско                                       | 30                                                  | нов                                                 |
| 18.                                                 | Нено Христов                                        | Каракьой                                            | Карнобатско                                         | 25                                                  | служил е                                            |
| 19.                                                 | Янко Стоянов                                        | Скопо                                               | Лозенградско                                        | 30                                                  | няколко месеца с Маджарова                          |
| 20.                                                 | Ставре Янев                                         | Бунар Хисар                                         |                                                     | 30                                                  | 2-3 месеца с Шишманова                              |

В 1903 година Георги Тенев е делегат на конгреса на Петрова нива. По време на Илинденско-Преображенското въстание действа начело на чета в Свиленградско, която напада турските села Кюстюкьой и Дервишка могила.
При избухването на Балканската война в 1912 година е доброволец в Македоно-одринското опълчение в 3 рота на 5 одринска дружина.
На 17 март 1943 година, като жител на Ямбол, подава молба за българска народна пенсия, която е одобрена и отпусната от Министерския съвет на Царство България.
Умира на 29 май 1948 година в Ямбол.